# Люди, места и вещи
«Люди, места и вещи» (англ. People, Places and Things. Также встречается под названием «Люди, места и вещи. Том 1») — первый сборник рассказов американского писателя Стивена Кинга, вышедший в 1960 году. Сборник издан совместно с Крисом Чесли. В него вошли восемь рассказов Стивен Кинга, девять — Криса Чесли и один рассказ, написанный ими в соавторстве.
Совместный рассказ, один рассказ Кинга и пять рассказов Чесли утеряны.
Впоследствии друг детства Стивена стал рабочим в Портленде и разбился на машине, не дожив до тридцати лет. Он стал прототипом Криса Чамберса, одного из героев повести «Тело» (1982).
Дружба Кинга и Чесли окончилась из-за конфликта: Кинг отказался помогать другу в публикации его взрослых произведений.

## История создания
Рассказы писались Кингом под впечатлением от фильмов и книг.
Сборник не был профессионально издан, 13-летний Стивен Кинг и его друг Крис Чесли сами размножили его на маленьком гектографе, принадлежавшем брату Стивена. Сборник насчитывал не более 18 скрепленных вручную листов, и как Кинг предполагает, они напечатали всего 10 копий. Отпечатанные копии продавались школьным друзьям по 10-25 центов каждая. По воспоминаниям Кинга, один печатный экземпляр сохранился в его коллекции.
В 1963 году Кинг и Чесли отпечатали второе издание.

## Список рассказов, написанных Кингом
| № | Название                  | Название в оригинале                | Примечание    |
| - | ------------------------- | ----------------------------------- | ------------- |
| 1 | Отель у конца дороги      | The Hotel at the End of the Road    |               |
| 2 | Я должен выбраться отсюда | I’ve Got to Get Away!               |               |
| 3 | Тварь на дне колодца      | The Thing at the Bottom of the Well |               |
| 4 | Незнакомец                | The Stranger                        |               |
| 5 | Проклятая экспедиция      | The Cursed Expedition               |               |
| 6 | Обратная сторона тумана   | The Other Side of the Fog           |               |
| 7 | Никогда не оглядывайся    | Never Look Behind You               |               |
| 8 | Я падаю                   | I’m Falling                         | (1963) утерян |
| 9 | Деформация размеров       | The Dimension Warp                  | (1963) утерян |

## Сюжет

### Отель у конца дороги
Сюжет напоминает фильм «Психо» (1960) Альфреда Хичкока.
Два гангстера пытаются укрыться от полицейской погони в придорожном отеле. Но на поверку отель оказывается частным музеем, и постояльцам предстоит стать его новыми экспонатами.

### Я должен выбраться отсюда
Рассказчик просыпается, не имея ни малейшего понятия, кто он такой. Находясь в шоковом состоянии, он понимает, что работает на конвейере и он должен выбраться оттуда. Он пытается убежать, но немедленно схвачен охранниками, которые хотят перепрограммировать его. Рассказчик оказывается дефектным роботом, который полагает, что он человек. По сюжету, робот ощущает себя человеком много раз и забывает только после перепрограммирования.

### Тварь на дне колодца
Заманивание мальчика в колодец аналогично роману «Цвет из иных миров» Говарда Филлипса Лавкрафта.
Маленькому мальчику нравится мучить животных: он отрывает крылья мухам, убивает червей и ранит собак иголками. Однажды странный голос заманивает его в колодец. Когда находят труп мальчика, от него оторваны руки, а из глаз торчат иглы.

### Незнакомец
Вора и убийцу подкарауливает Grim Reaper.

### Проклятая экспедиция
Два астронавта высаживаются на Венере, где встречают земную атмосферу: идеальная температура, растут восхитительные фрукты. Астронавты верят, что открыли Райский Сад. Но когда один из них найден мертвым, второй с запозданием понимает, что планета сама по себе живая и голодная. Оставшегося в живых астронавта и его ракету сжирает планета.

### Обратная сторона тумана
Таинственный туман служит дверью между измерениями. Пит Джейкобс невольно переносится в будущее (в 2007 год), но в конечном счете попадает в мир, населенный динозаврами. Беспомощный, он путешествует из одного измерения в другое, пытаясь найти людей.

### Никогда не оглядывайся
Этот рассказ, написанный совместно с другом, рассказывает о загадочной женщине и её особой манере убивать.